# نونو فالينتي (لاعب كرة قدم)
نونو فالينتي هو لاعب كرة قدم برتغالي في مركز الوسط، ولد في 22 نوفمبر 1991 في Adaúfe ‏ في البرتغال. شارك مع منتخب البرتغال تحت 18 سنة لكرة القدم. أما مع النوادي، فقد لعب مع سبورتينغ براغا ونادي أروكا.

## وصلات خارجية
- نونو فالينتي (لاعب كرة قدم) على موقع قاعدة بيانات كرة القدم.إي يو (الإنجليزية)
- نونو فالينتي (لاعب كرة قدم) على موقع Soccerway.com (الإنجليزية)
- نونو فالينتي (لاعب كرة قدم) على موقع AS.com (الإسبانية)